# Iglesia de San Martín (Calatayud)
La iglesia de San Martín fue un edificio situado en la ciudad española de Calatayud, en la provincia de Zaragoza.

## Descripción
El edificio se encontraba en la ciudad española de Calatayud, perteneciente a la provincia de Zaragoza. Se menciona en el quinto volumen del Diccionario geográfico-estadístico-histórico de España y sus posesiones de Ultramar de Pascual Madoz, en la entrada correspondiente a Calatayud, con las siguientes palabras:

San Martin: parr. sit. al S. de la c. en la calle de la Rua, servida por un capítulo de 2 beneficiados y un sacristan; la cura de almas reside igualmente en el capítulo, y su igl., fundada por los Muñozes de Pamplona, consta de 3 pequeñas naves; la del centro es la mas elevada y tiene 60 pies de long. por 20 de lat.: todas estan cubiertas por bóvedas lisas, y sostenidas por pilastras adornadas de columnas resaltadas del órden toscano sin base ni pedestales: la fáb. de la igl. es de mamposteria y ladrillo: en su sacristia está el sepulcro de los Muñozes de Pamplona, hoy del conde Arguillo: no tiene torre, porque por su proximidad al fuerte fué destruida en la última guerra con la Francia.
(Madoz, 1846, p. 261)